# Schiffshebewerk

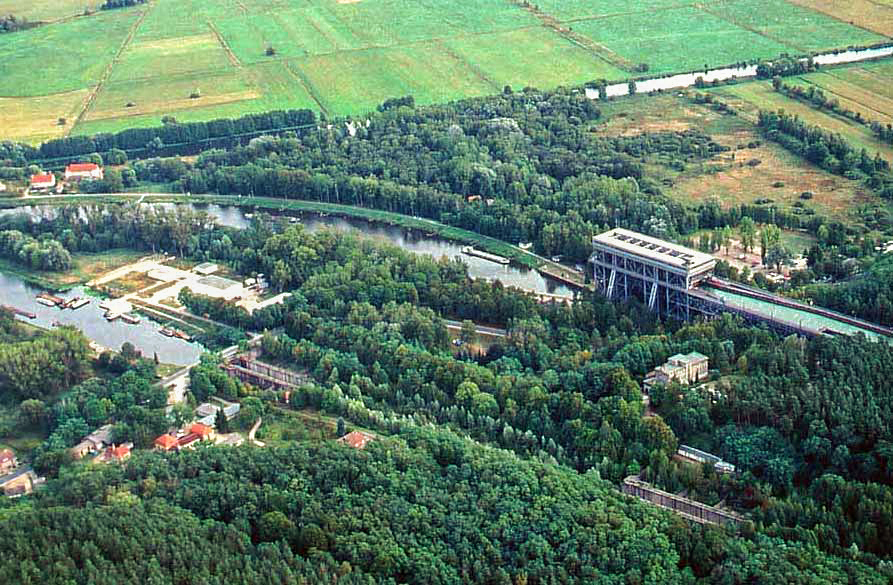
Vertikal-Schiffshebewerk Niederfinow

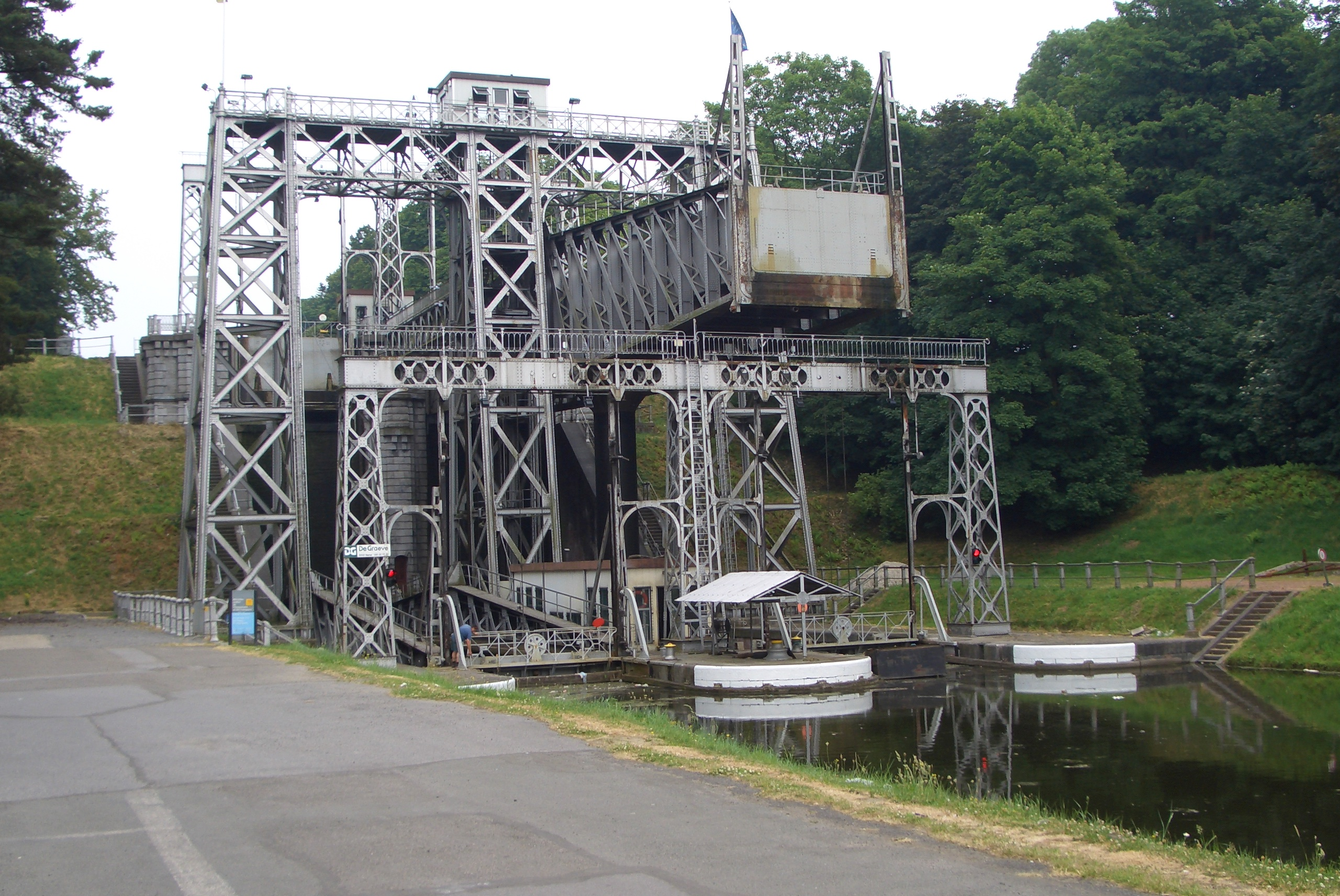
Hebewerk Nr. 3, eines der vier alten hydraulischen Hebewerke im belgischen Canal du Centre, die 1998 in die UNESCO-Weltkulturerbeliste aufgenommen wurden

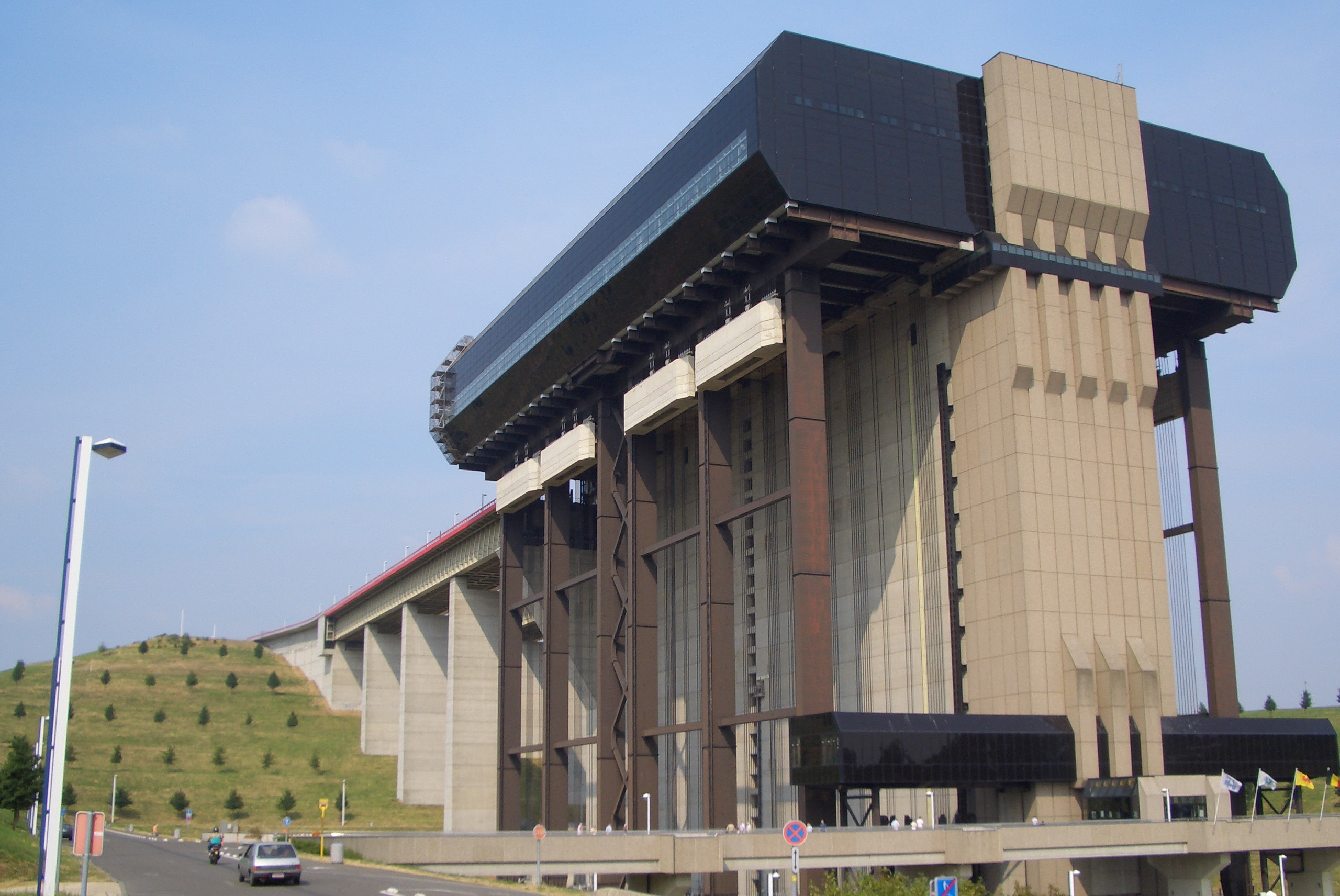
Modernes Gegengewichtshebewerk Strépy-Thieu im belgischen Canal du Centre

Ein Schiffshebewerk ist ein Ingenieurbauwerk im Verkehrswasserbau und bezeichnet ein Abstiegsbauwerk, mit dem Schiffe große Höhenunterschiede in Schifffahrtswegen überwinden können. Im Gegensatz zu einer Schleuse, in der der Hub über eine Änderung des Wasserspiegels in der Schleusenkammer erzeugt wird, wird in einem Hebewerk entweder das Schiff selbst oder ein beweglicher Trog mit dem Schiff gehoben bzw. gesenkt. Vorteilhaft ist daran, dass größere Höhenunterschiede in kurzer Zeit überwunden werden können und dass beim Hebe- oder Absenkvorgang in der oberen Haltung kein Schleusenverlust auftritt. Erkauft wird dies mit einem deutlich höheren baulichen und betrieblichen Aufwand.

## Klassifikation
Schiffshebewerke werden nach verschiedenen Kriterien klassifiziert, nämlich nach
- der Methode der Förderung,
- der Richtung der Förderung sowie
- der Art des Antriebs und des Gewichtsausgleichs.

Bei Schiffshebewerken, die mehrere Schiffe gleichzeitig befördern können, unterscheidet man darüber hinaus noch Zwillings- von Doppelhebewerken.

### Methode der Förderung
Es gibt die Trocken- und die Nassförderung.

#### Trockenförderung

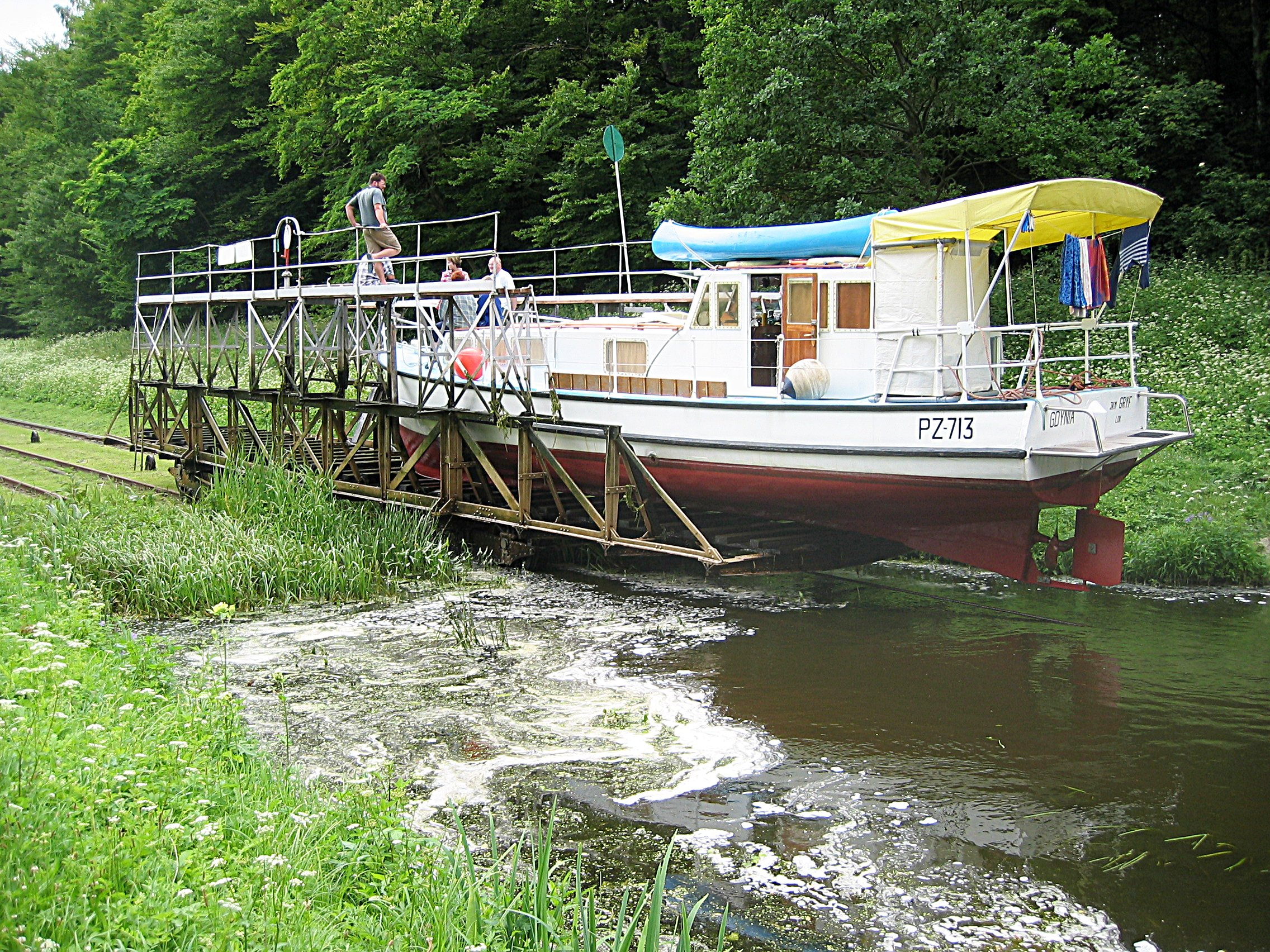
Trockenförderung: Schiffseisenbahn am Oberländischen Kanal

Bei der Trockenförderung wird das Schiff aus dem Wasser herausgehoben, über den zu überwindenden Höhenunterschied transportiert und anschließend wieder ins Wasser eingesetzt. Dies hat die Vorzüge, dass ohne zusätzliches Wasser allein die Masse von Schiff und Ladung bewegt werden muss und dass vom Oberwasser kein Volumen ans Unterwasser verloren geht. Nachteilig ist zumindest bei größeren so geförderten Schiffen, dass eine Beschädigung des Schiffsrumpfes droht, sofern dieser nicht speziell für die Trockenförderung ausgerüstet ist.
Im einfachsten Fall wird bei der Trockenförderung das Schiff auf einem Gleitweg über Land gezogen. Dies ist die älteste Form des Schiffshebewerkes, man spricht hier von einer Schleppbahn oder einer Bootsschleppe. Um den Reibungswiderstand zu mindern, können Holzbalken oder Rollen in die geneigte Ebene eingelassen sein. Bereits aus dem alten Ägypten ist überliefert, dass Stromschnellen des Nils auf solchen Schleppbahnen umgangen wurden. Stattdessen kann das Schiff auch mittels eines speziell konstruierten, auf Schienen laufenden Transportwagens aus dem Wasser gezogen und transportiert werden. Dieses auch Schiffseisenbahn genannte Verfahren wurde beispielsweise bei den Geneigten Ebenen des Oberländischen Kanals Elbing-Osterode (polnisch Kanał Elbląski) in Ostpreußen und bei der Big Chute Marine Railway im Trent-Severn-Wasserweg in Kanada benutzt.

#### Nassförderung

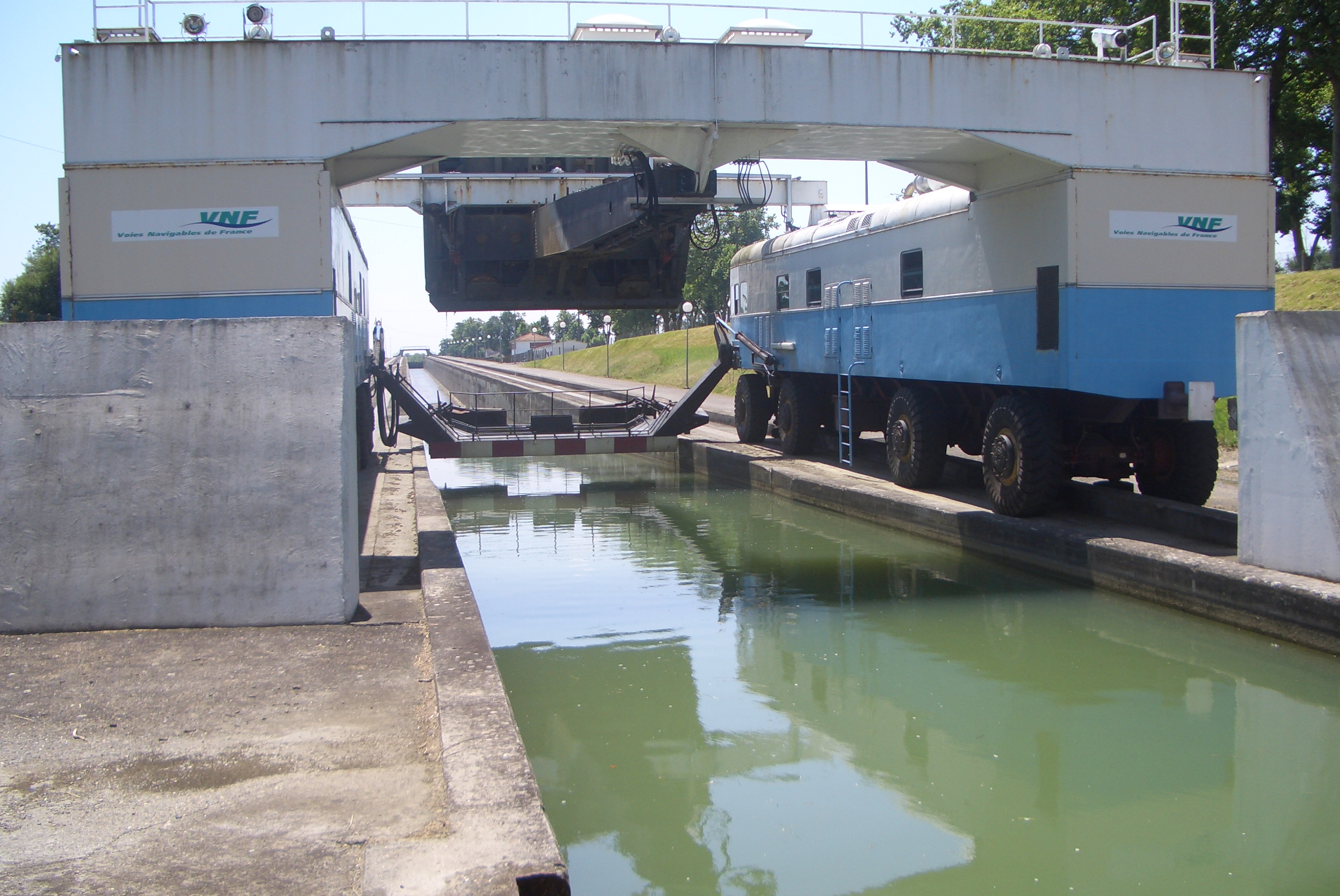
Nassförderung: Wasserkeilhebewerk Montech

Bei einem Schiffshebewerk mit Nassförderung wird das Schiff schwimmend gehoben oder gesenkt.
Da es im Gegensatz zur Trockenförderung im Wasser bleibt, ist das Risiko von Beschädigungen des Rumpfes vermindert. Überdies ist die Nassförderung in der Regel schneller, denn das Schiff muss lediglich festgemacht werden, ähnlich wie in einer Schleuse. Ebenso wie bei einer Schleuse werden Tore verwendet, die im geöffneten Zustand die Durchfahrt der Schiffe erlauben, im geschlossenen Zustand die Kanalabschnitte (annähernd) wasserdicht verschließen.
Zwar ist bei dieser Methode von Nachteil, dass nicht nur die Masse des Schiffs gehoben werden muss, sondern auch die erheblich größere des Wassers, in dem es schwimmt – sowie gegebenenfalls zusätzlich die des Troges. Jedoch ist gemäß Archimedischem Prinzip die zu befördernde Masse unabhängig von der Masse des Schiffes, da dieses immer genau sein Eigengewicht an Wasser verdrängt. Folglich kann bei Verwendung eines Gegengewichts (z. B. auch gegenläufige Tröge) dieses so fein eingestellt werden, dass die Antriebsleistung im Verhältnis zur bewegten Masse sehr niedrig bleibt. So benötigt beispielsweise das Schiffshebewerk Scharnebeck bei Lüneburg nur vier Elektromotoren mit jeweils 160 kW Leistung, um den Trog mit etwa 5.800 t Masse zu heben.
Realisierungsmöglichkeiten sind das Troghebewerk (auch Trogbahn) und das Wasserkeilhebewerk.

### Richtung der Förderung
Bezüglich der Richtung der Förderung werden vier Varianten unterschieden, nämlich Längsförderung, Querförderung, vertikale Förderung und Rotationsförderung. Hauptsächlich frühe Schiffshebewerke des ersten und zweiten Typs werden auch Rollberg oder Rollbrücke genannt.

Richtung der Förderung
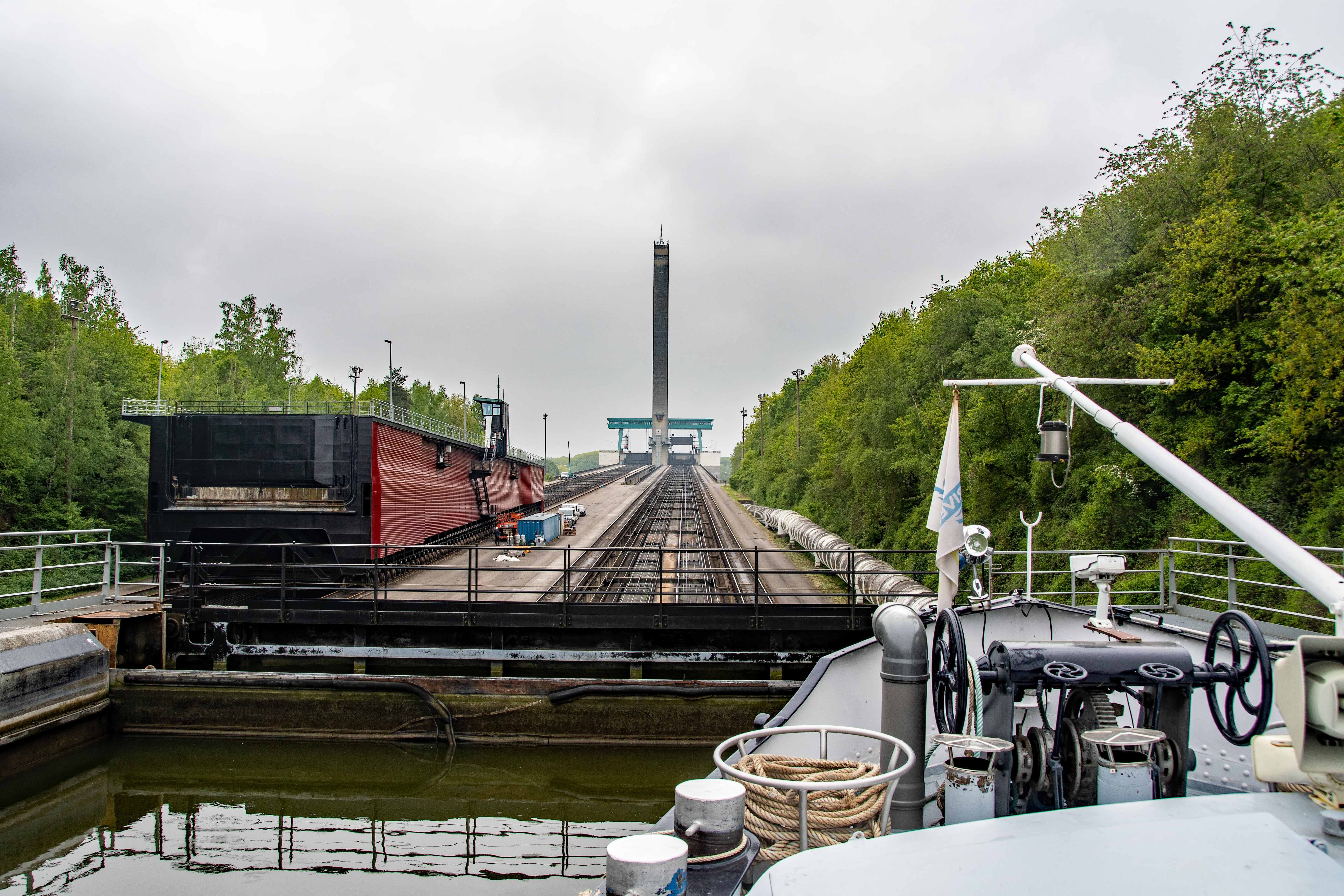
Längsförderung: Schiffshebewerk Ronquières
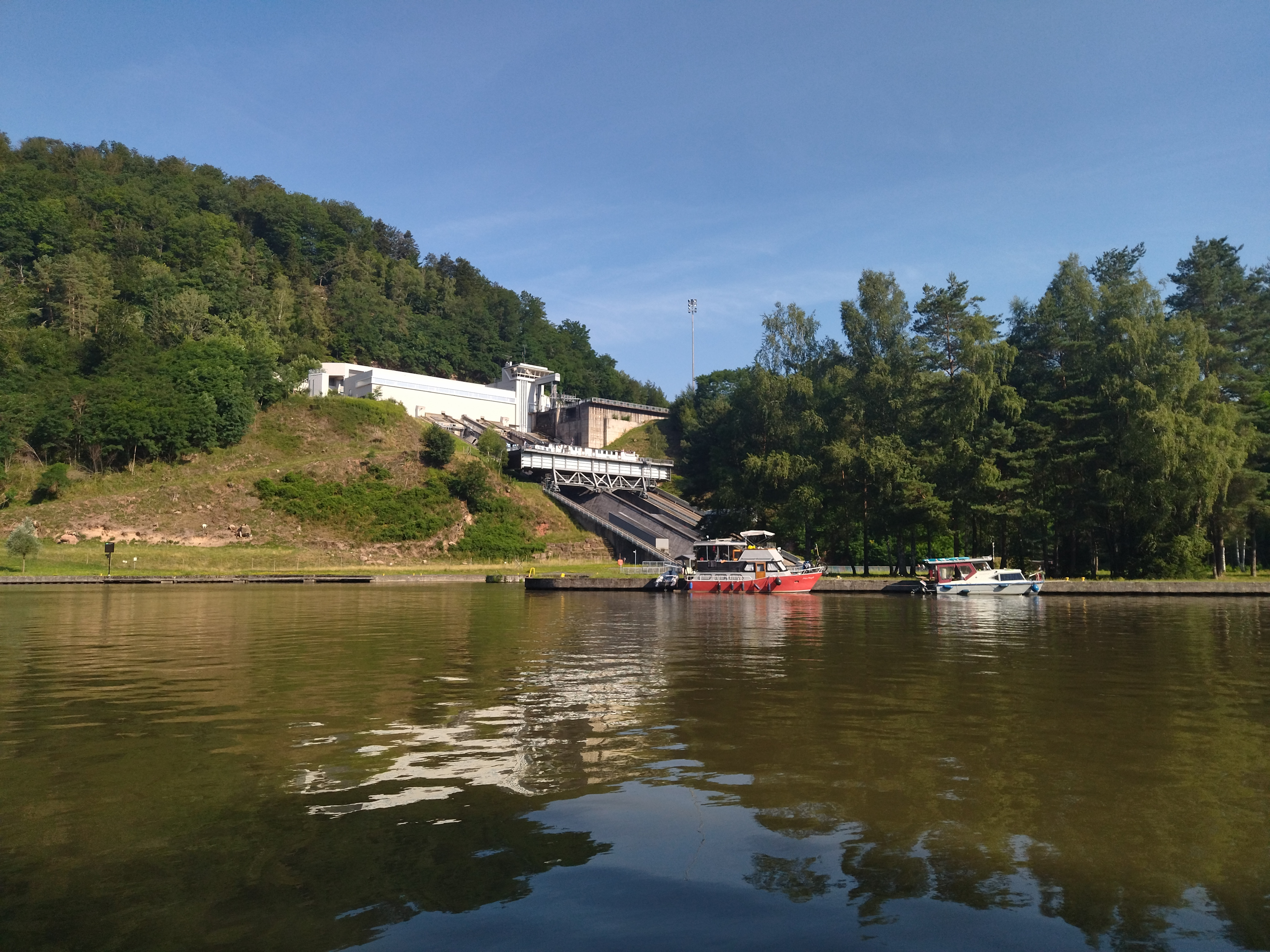
Querförderung: Schiffshebewerk Saint-Louis/Arzviller
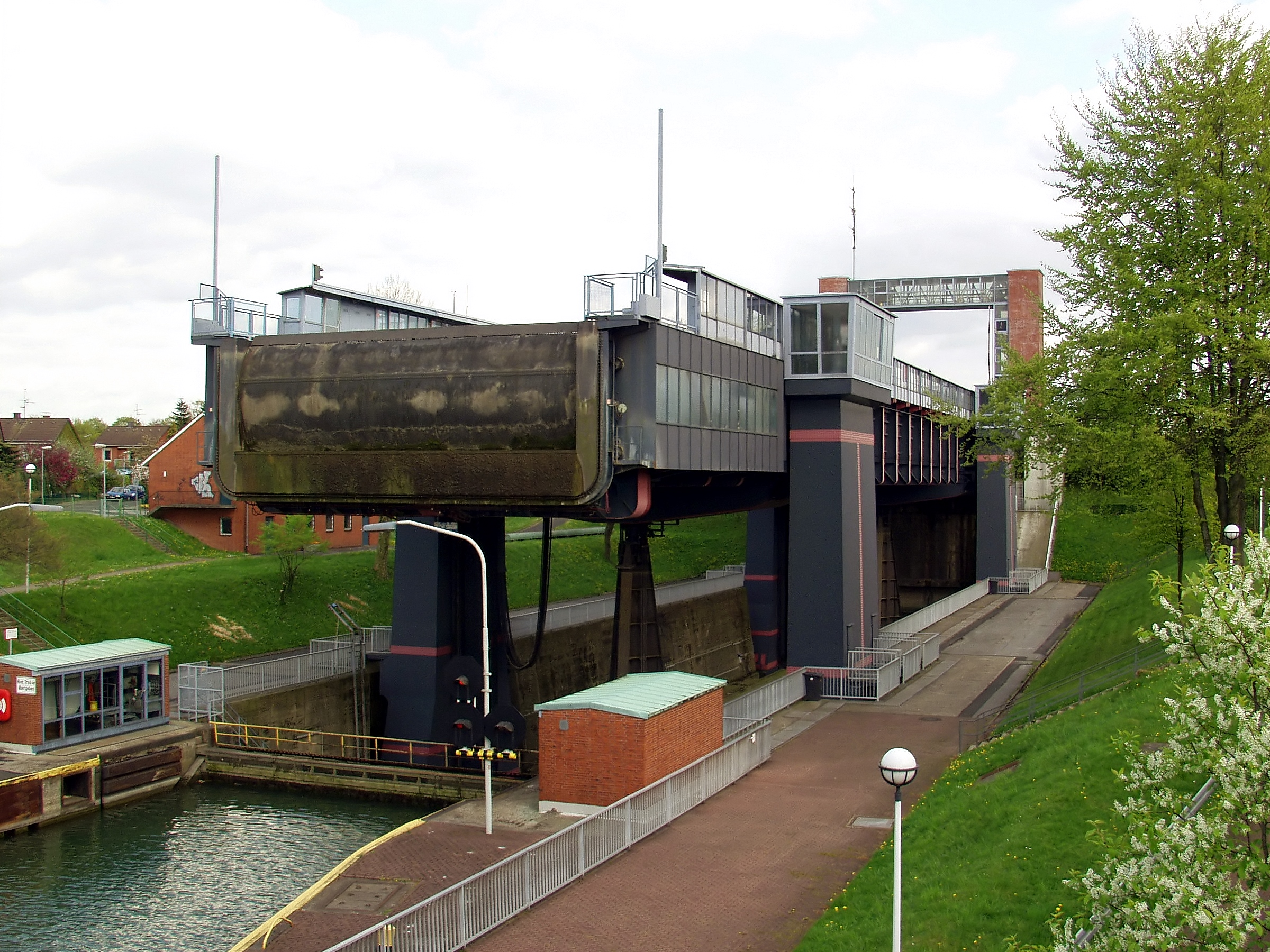
Vertikale Förderung: Schiffshebewerk Henrichenburg
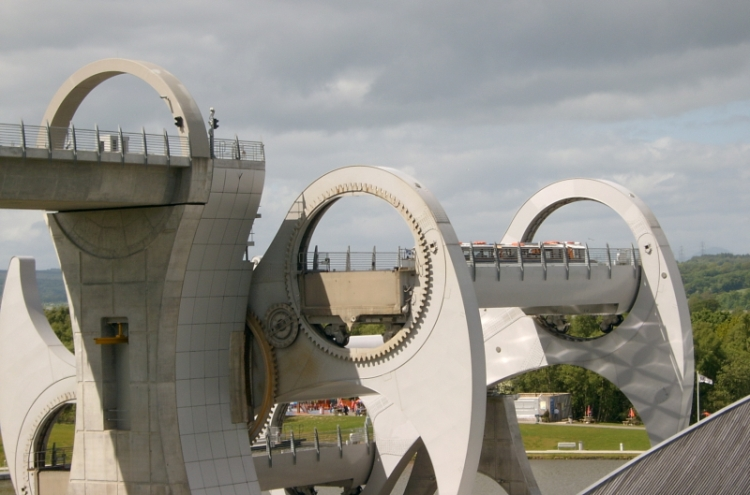
Rotationsförderung: Falkirk Wheel in Schottland

#### Längsförderung
Bei der Längsförderung wird das Schiff im Hebewerk in Richtung seiner gewöhnlichen Fahrt über eine schiefe Ebene bewegt. Längsförderung ist die einfachste Art der Beförderung. Sie taugt aber nur für relativ geringe Steigungen. Beispiele dafür sind der Schrägaufzug von Ronquières, das Schiffshebewerk Krasnojarsk und das Wasserkeilhebewerk Montech.

#### Querförderung
Hier wird das Schiff über eine quer zu seiner Einfahrtrichtung geneigte Ebene befördert. Mit Querförderung können wesentlich stärkere Steigungen überwunden werden als mit Längsförderung. Ein Beispiel für diese Bauart ist der Schrägaufzug von Saint-Louis/Arzviller.

#### Vertikale Förderung
Vertikal-Schiffshebewerke befördern die Schiffe senkrecht nach oben oder unten. Bei einer Variante hängt der Trog dabei an Seilen und wird von Gegengewichten ausbalanciert, also nicht anders als bei einem gewöhnlichen Aufzug, jedoch mit erheblich höheren Seilkräften (siehe auch: Wandernde Seillast). Bei der anderen Variante ruht der Trog auf Schwimmern, die in tief in den Boden eingelassenen Wassertanks schwimmen, sogenannten Tauchschächten oder Brunnen. Eine dritte Variante ist das hydraulische Hebewerk (z. B. in Belgien oder in England), bei dem immer zwei Tröge durch Hydraulikleitungen miteinander verbunden sind.

#### Rotationsförderung
In einem Rotations-Schiffshebewerk werden die Schiffe in zwei Gondeln bewegt, die ähnlich wie bei einem Riesenrad um eine Mittelachse rotieren. Bisher wurde weltweit nur ein einziges solches Schiffshebewerk mit Rotationsförderung gebaut, das Falkirk Wheel in Schottland.

### Art des Antriebs und des Gewichtsausgleichs

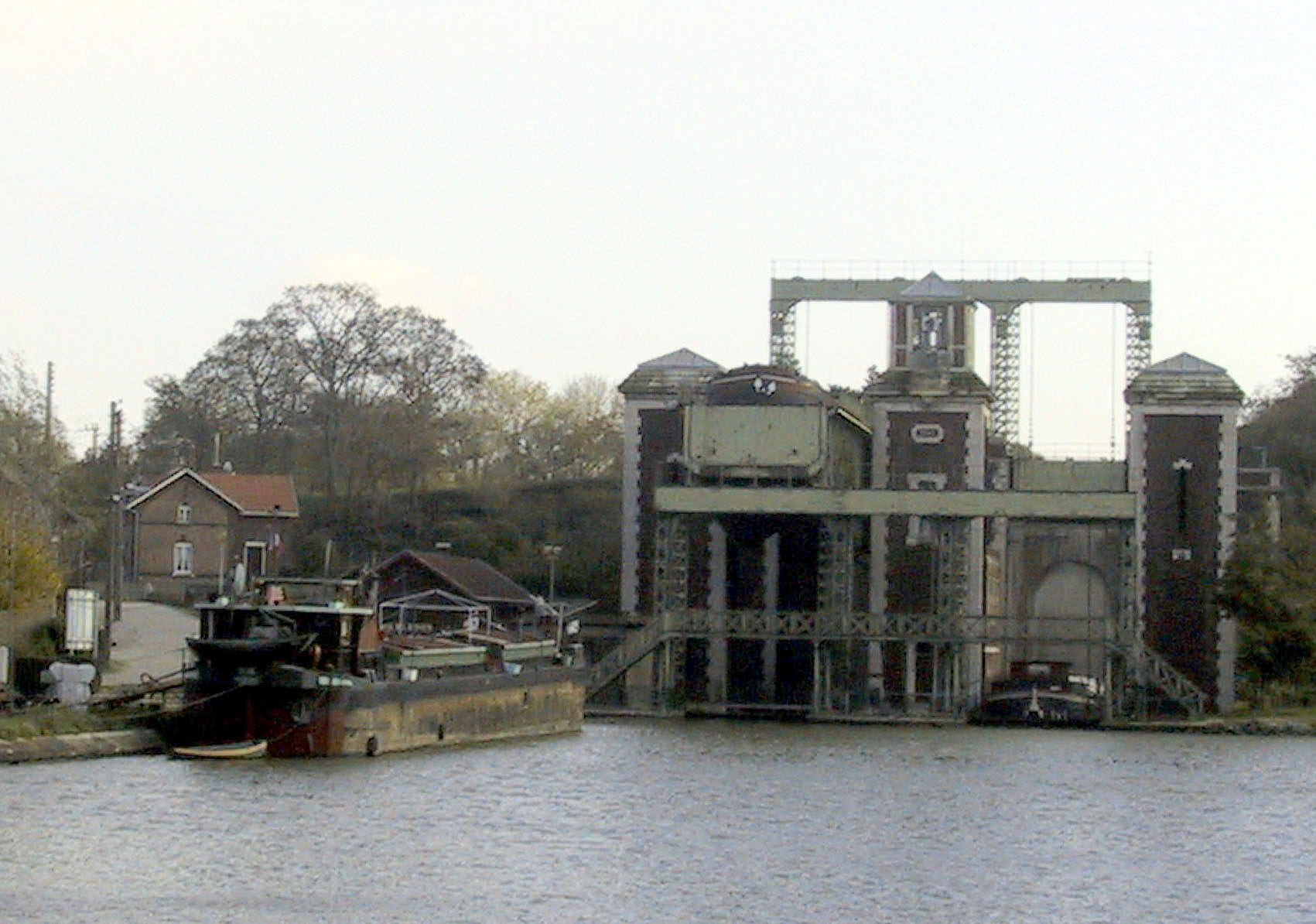
Zwillingshebewerk Les Fontinettes

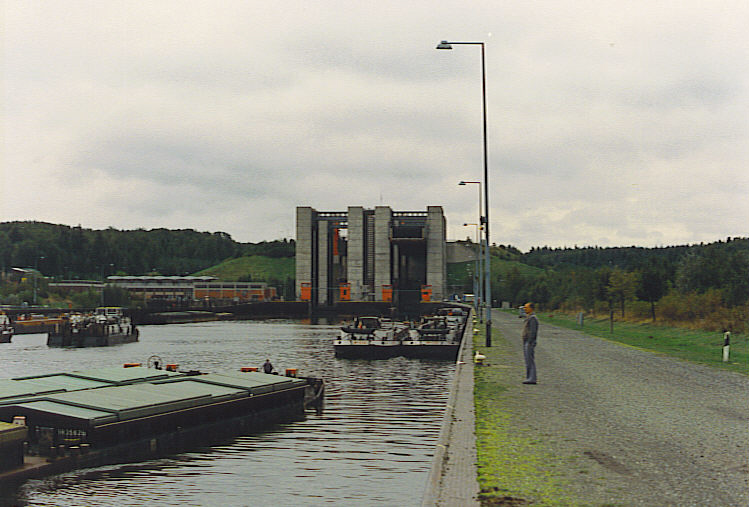
Doppelhebewerk Scharnebeck

Bis zum Beginn des Industriezeitalters kam ausschließlich die Muskelkraft von Tieren oder Menschen zum Einsatz, um Schiffe über Land zu befördern. Diese wurden entweder direkt oder mit Hilfe von Seilwinden oder Flaschenzügen gezogen.

#### Wasserballastantrieb
Einige Schiffshebewerke mit Gegengewicht kommen ganz ohne äußeren Antrieb aus, indem der obere Trog etwas höher befüllt wird als der untere und danach schwerer ist als sein Gegengewicht. Dazu fährt der Trog am oberen Schleusentor etwas tiefer an als der am unteren. Nach Hinunterfahrt und dem Niveauausgleich am unteren Schleusentor ist er dann wiederum leichter als sein Gegengewicht. Wie bei einer Wasserballastbahn bewegt sich hier der schwerere Trog aufgrund der Schwerkraft nach unten und befördert zugleich das Gegengewicht bzw. bei Zwillingshebewerken den gegenlaufenden Trog nach oben.

#### Hydraulischer Antrieb
Beim hydraulischen Antrieb ruhen die Tröge auf Presskolben, die sich in unterirdischen Hydraulikzylindern bewegen. Der zum Heben des Troges notwendige Druck kann von einer Hydraulikpumpe geliefert werden. Meist werden hydraulische Hebewerke jedoch als Zwillingsanlagen konzipiert, bei denen der sich senkende Trog das Arbeitsmedium über eine Druckrohrleitung in den Zylinder des sich hebenden Troges drückt (Gegengewichtsprinzip). Der Wasserstand wird dazu im oberen Trog etwas höher als im unteren Trog eingestellt, so dass dieser schwerer wird. Fast alle hydraulischen Schiffshebewerke sind als Zwillingsanlagen mit Wasserballastantrieb konzipiert. Externe Hydraulikpumpen dienen hier nur zum Ausgleich von Wasserverlusten durch Leckage, zum Betrieb von Nebenaggregaten wie Torantrieben, und evtl. zum Notbetrieb mit nur einem Trog.

#### Elektrischer Antrieb
Mit Ausnahme der beiden dieselmotorgetriebenen französischen Wasserkeilhebewerke werden alle nach 1917 neu eröffneten Schiffshebewerke von Elektromotoren angetrieben, häufig jedoch unterstützt durch Wasserballast.

#### Gegengewichte
Nahezu alle neuzeitlichen Schiffshebewerke nutzen Gegengewichte, um das Gewicht des Troges einschließlich des Schiffes so weit wie möglich auszugleichen. Gegengewichts-Schiffshebewerke arbeiten nach dem Prinzip der Atwoodschen Fallmaschine. Auch wenn das Gegengewicht nicht im eigentlichen Sinne als Antrieb bezeichnet werden kann, so erleichtert seine Verwendung den Hebevorgang, da abgesehen von der Massenträgheit am Anfang des Bewegungsvorgangs lediglich Reibungskräfte überwunden werden müssen. Vermutlich wurde das Prinzip des Gegengewichts beim Karren von Zafosina im späten Mittelalter erstmals genutzt, bei dem das Gewicht des hinabfahrenden Bootes das Hinaufziehen eines gleichzeitig auffahrenden Bootes unterstützte.

#### Zwillings- und Doppelhebewerke
Tritt an die Stelle eines „toten“ Gegengewichts aus Beton o. ä. ein zweiter Trog, so spricht man von einem Zwillingshebewerk. Bei einem solchen fährt immer zugleich ein Trog nach unten und der andere nach oben. Ein Hebewerk mit zwei Trögen dagegen, die unabhängig voneinander fahren können, nennt man ein Doppelhebewerk.

## Geschichte
Seit die Menschheit Schifffahrt betrieb, wurden Schiffe gelegentlich auch – zumindest für kurze Distanzen – über Land gezogen. Um den dazu notwendigen Kraftaufwand zu vermindern, wurden zum Beispiel Bohlenlagen verwendet oder der Untergrund durch feuchten Ton schlüpfrig gemacht. Von einem Schiffshebewerk im Sinne dieses Artikels wird jedoch erst dann gesprochen, wenn mechanische Einrichtungen installiert sind, um den Schiffstransport möglich zu machen oder zu erleichtern.

### Antike
Bereits in der Antike existierte mit dem Diolkos eine Anlage zum Überlandtransport von Schiffen. Sie bestand aus einem ca. 8 km langen ausgebauten Weg mit Spurrillen zur Karrenführung. Er überquerte den Isthmus von Korinth auf 79 müdM und ersparte der Schifffahrt die Umschiffung des Peloponnes.

### Vorläufer in den Niederlanden
In den Niederlanden benutzte man einfache Holzrampen, über die Boote mit Hilfe einer Seilwinde gezogen werden konnten. Sie wurden Overtomen (Plural von Overtoom) genannt und vermutlich hat es Hunderte dieser Übergänge gegeben. Sie dienten ausschließlich dem Transport kleiner Boote, mit der Ausnahme des Overtooms bei Zaandam, der von 1609 bis 1718 in Betrieb war. Er konnte auch Seeschiffe damals üblicher Größe heben. Lediglich bei Venhuizen und Rijpwetering gibt es heute noch zwei Overtomen, sie wurden rekonstruiert, sind aber nicht mehr betriebsfähig.
Nach der Stilllegung der letzten Overtomen im frühen 20. Jahrhundert arbeiten in den Niederlanden keine Schiffshebewerke mehr.

### Erste Hebewerke in Irland und Großbritannien

#### Ducart’s Canal
Die ersten echten Schiffshebewerke der Neuzeit wurden am Ducart’s Canal in Nordirland errichtet. Dieser 1777 vollendete Kanal sollte die Kohlengruben bei Drumglass mit dem River Blackwater verbinden. An drei Stellen mussten Höhenunterschiede zwischen 16 m und 21 m überwunden werden. Dafür wurden Rampen mit Holzrollen und für Zwillingsbetrieb ausgelegte Seilwinden angelegt. Doch die Konstruktion bewährte sich nicht und wurde bereits zehn Jahre später wieder stillgelegt.

#### Schiefe Ebene von Ketley
An einem kurzen Werkskanal, auf dem Kohle zu den Hüttenwerken von Ketley transportiert werden sollte, wurde 1788 ein Zwillingshebewerk mit Längsförderung angelegt. Hier wurden Boote mit einer Nutzlast von etwa 8 t über einen Höhenunterschied von rund 22 m transportiert. Auf Schienen fahrende Wagen trugen die Wasserfahrzeuge, daher wurde auch von Schiffseisenbahn gesprochen. Ein abfahrendes und deshalb beladenes Boot zog dabei immer ein unbeladenes nach oben. Die Anlage brauchte daher keinen Antrieb, es musste lediglich ein Bremser dafür sorgen, dass die Geschwindigkeit nicht zu hoch wurde. Das Werk bei Ketley arbeitete sehr erfolgreich bis zur Schließung des Hüttenwerks etwa im Jahre 1816.

#### Weitere schiefe Ebenen
Nach dem Vorbild von Ketley wurden in Folge zahlreiche weitere schiefe Ebenen erbaut. Sie waren meist ausgelegt für den Transport kleiner unbemannter Leichter mit einer Zuladung zwischen etwa fünf und zehn Tonnen, sogenannter Tub-Boats.
Zu den spektakulärsten Konstruktionen dieser Zeit dürfte das unterirdische Schiffshebewerk im Inneren der Kohlengrube von Worsley gehören. Hier konnten Boote mit einer Tragfähigkeit von bis zu zwölf Tonnen vom Bridgewater-Kanal aus direkt in die Grube einfahren und dort beladen werden. Diese Konstruktion wurde von Francis Egerton, 8. Earl of Bridgewater in seinem Buch Description du Plan Incliné Souterrain, erschienen in Paris im Jahr 1812, ausführlich beschrieben.
Die Hebewerke aus der Frühzeit der Industrialisierung sind heutzutage ausnahmslos stillgelegt. In den meisten Fällen sind lediglich noch Überreste zu erkennen. Der Schrägaufzug von Hay, der von 1792 bis 1894 in Betrieb war und den nur wenige Kilometer langen Shropshire-Union-Kanal mit dem Fluss Severn verband, kann allerdings besichtigt werden, ebenso wie einige Tub-Boats auf dem Gelände des Freilichtmuseums Blists Hill Victorian Town, einer Abteilung des zum UNESCO-Weltkulturerbe gehörigen Museumskomplexes Ironbridge.
In Preußen wurden zwischen 1860 und 1881 am Oberländischen Kanal fünf sogenannte geneigte Ebenen fertiggestellt, die bis heute funktionsfähig sind.

### Beginn der Vertikalförderung

#### Trockenförderung: Die Kahnhäuser in Sachsen
Das vermutlich erste Vertikal-Schiffshebewerk der Welt wurde 1788/89 nördlich von Freiberg im Tal der Freiberger Mulde bei Halsbrücke im Lauf des Churprinzer Bergwerkskanal gebaut. Dieses sogenannte Kahnhebehaus konnte knapp drei Tonnen schwere Kähne mittels Flaschenzügen um knapp sieben Meter heben. Zum Betrieb waren 6 Personen nötig.
Ein weiteres Kahnhebehaus folgte im Jahr 1791 im Verlauf des Christbescherunger Bergwerkskanal in der Nähe von Großvoigtsberg. In beiden Fällen setzte man auf Trockenförderung.
Die restaurierten Mauerwerke beider Kahnhebehäuser können auch heute noch besichtigt werden.

Kahnhebehäuser
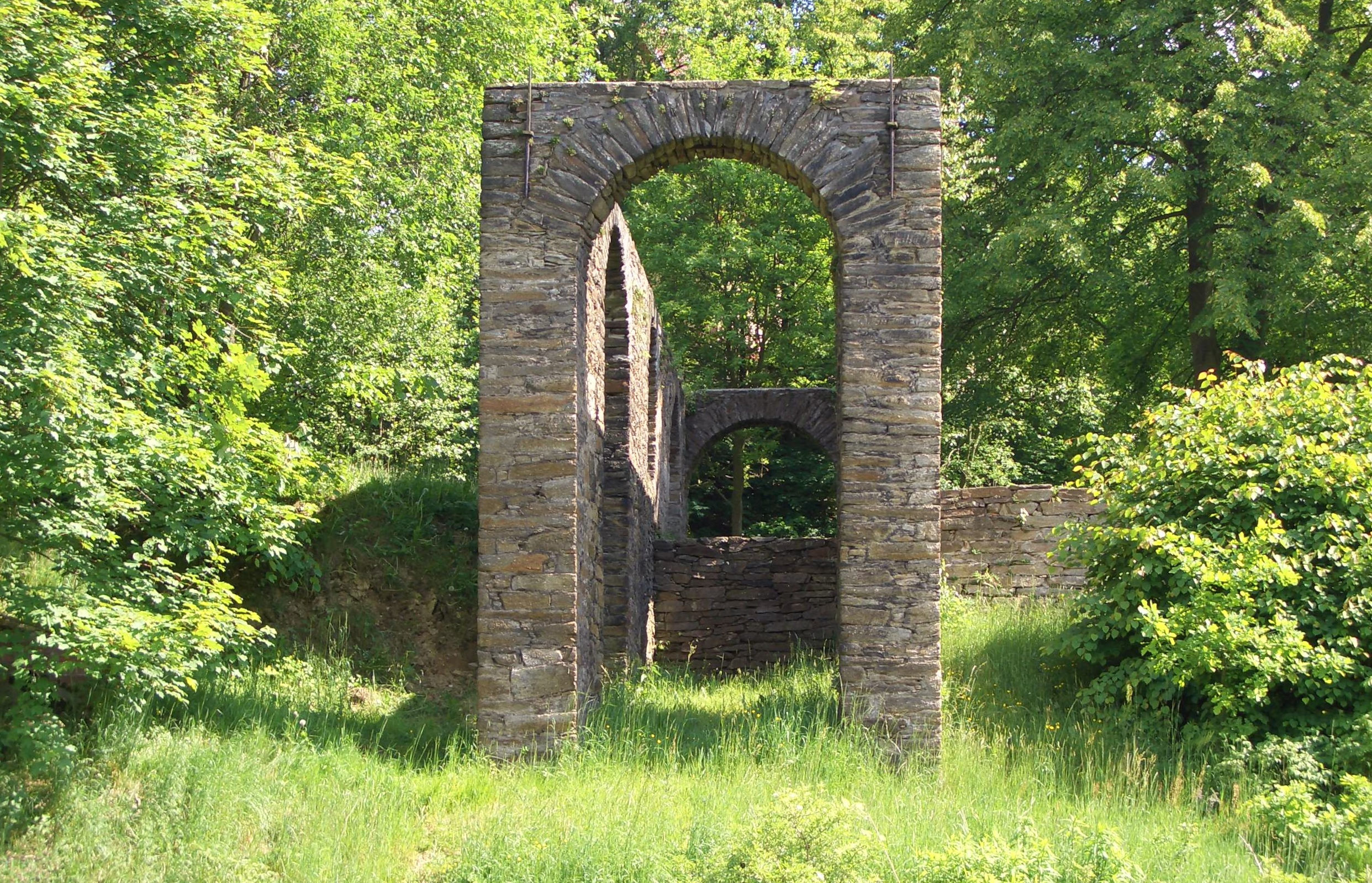
Kahnhebehaus bei Halsbrücke
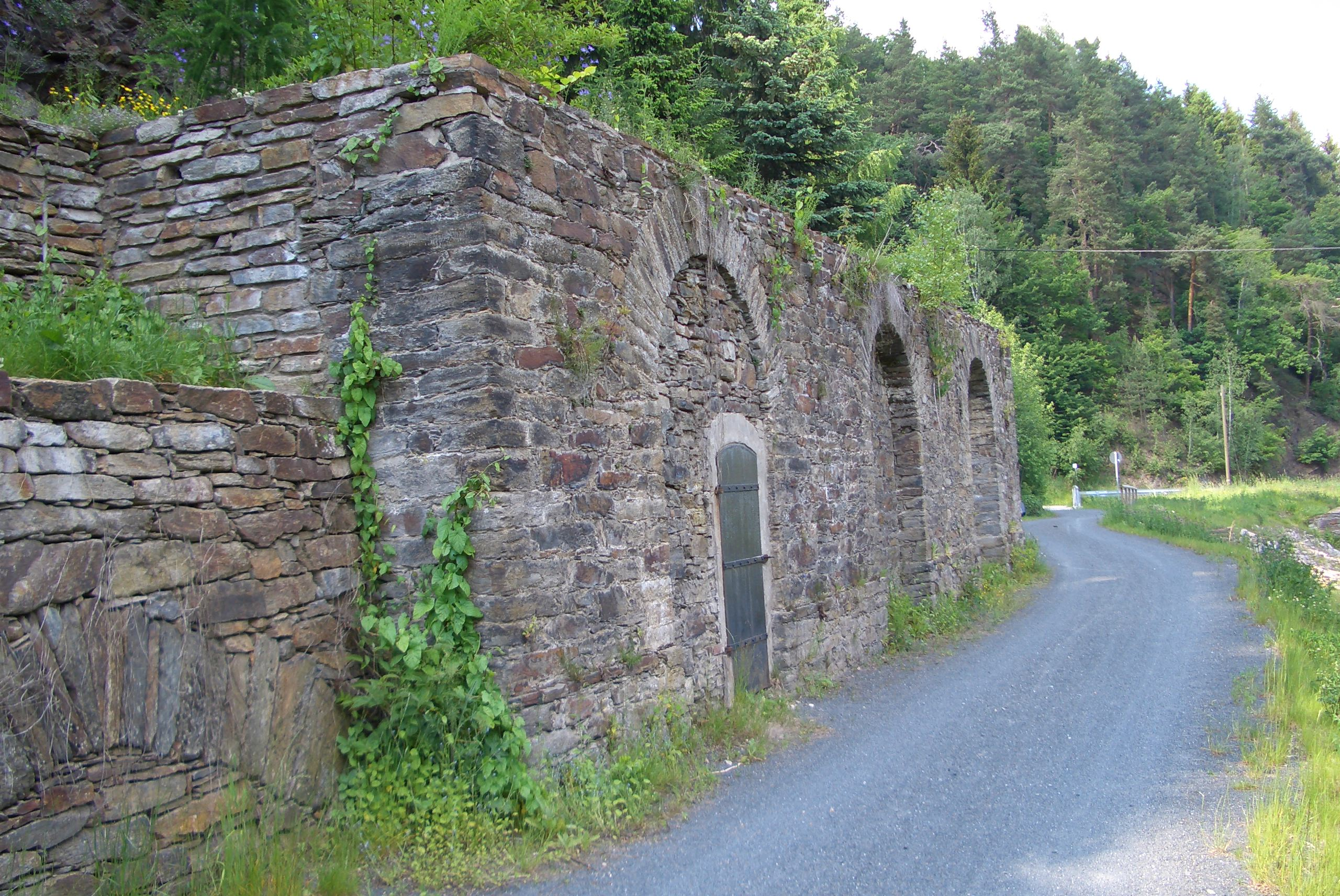
Kahnhebehaus bei Großvoigtsberg

#### Nassförderung: Grand Western Canal
Der Grand Western Canal sollte ursprünglich eine Verbindung zwischen dem Bristolkanal und dem Ärmelkanal herstellen, der südliche Zweig bis Exeter wurde jedoch nie fertiggestellt. An diesem Kanal wurden neben einer geneigten Ebene mit nasser Längsförderung bei Wellisford insgesamt sieben Vertikal-Hebewerke gebaut. Diese Vertikal-Hebewerke nutzten das Gegengewichtsprinzips, wobei jeweils zwei Tröge über Drahtseile und Rollen miteinander verbunden waren. Die zwischen 1830 und 1836 in Betrieb genommenen Anlagen waren die ersten Vertikal-Hebewerke der Welt mit Nassförderung. Wegen geringen Verkehrsaufkommens und der zunehmenden Konkurrenz durch die Eisenbahn wurde dieser Kanal allerdings bereits 1867 wieder geschlossen. Von den Hebewerken sind heute nur noch Mauerreste erhalten.

Grand Western Canal
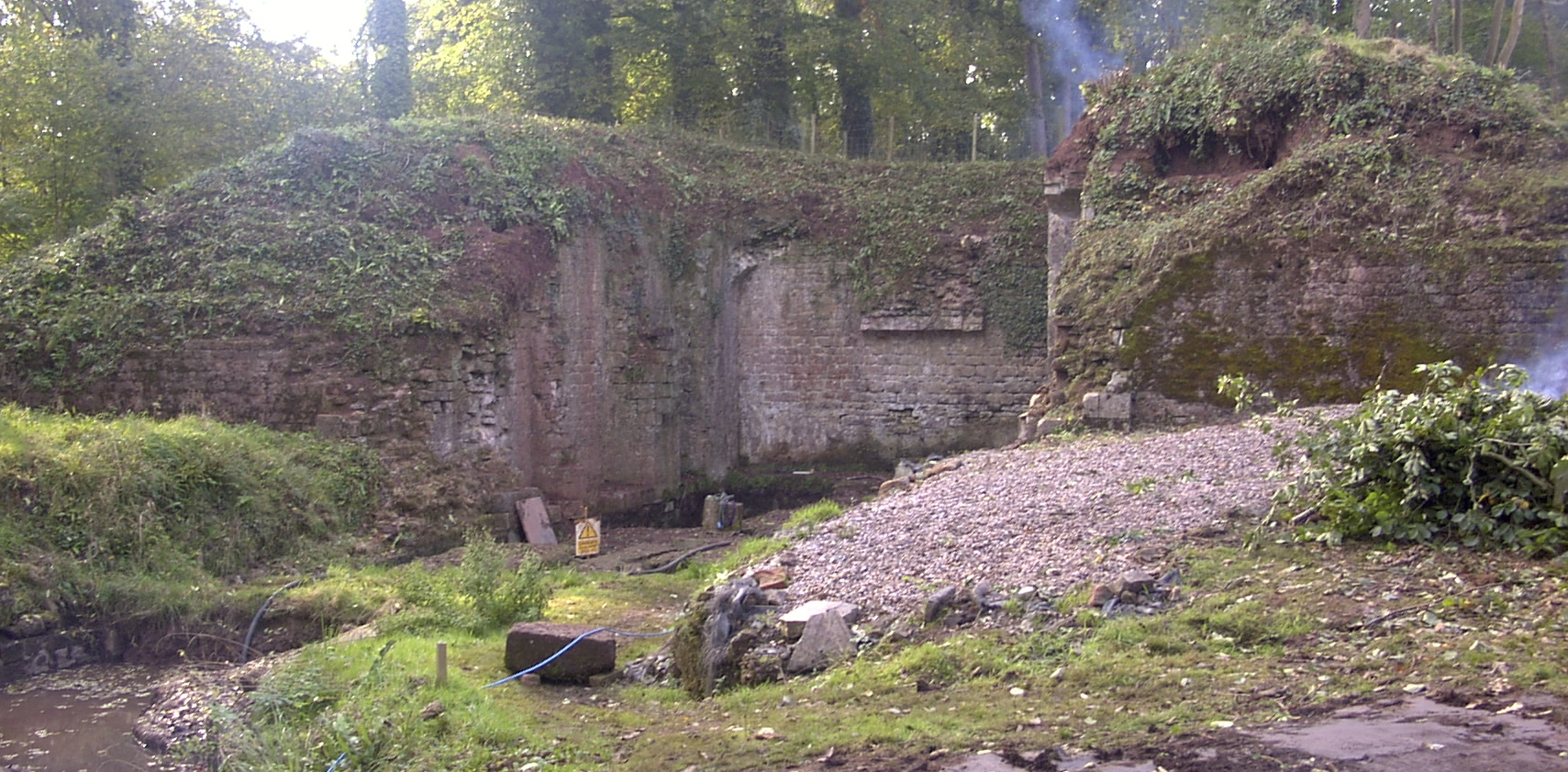
Reste des Nynehead-Lifts im Grand Western Kanal
Schema der Hebewerke im Grand Western Kanal

### Chard Canal: Erste geneigte Ebenen mit Nassförderung
Nasse Längsförderung mied man lange Zeit. Zu groß war die Befürchtung, dass während des Transports das Wasser im Trog überschwappen könnte, insbesondere beim Beschleunigen und Bremsen. Vermutlich die ersten geneigten Ebenen mit Nassförderung waren vier für Tub-Boats ausgelegte Anlagen am englischen Chard Canal, der das Städtchen Chard in der Grafschaft Somerset mit dem Bridgwater and Taunton Canal verband. Der 1842 eröffnete Kanal rentierte sich jedoch niemals. Bereits 1853 wurde die Betreiberfirma insolvent, und 1866 wurde der Kanal wieder geschlossen.

### Hydraulisches Schiffshebewerk Anderton

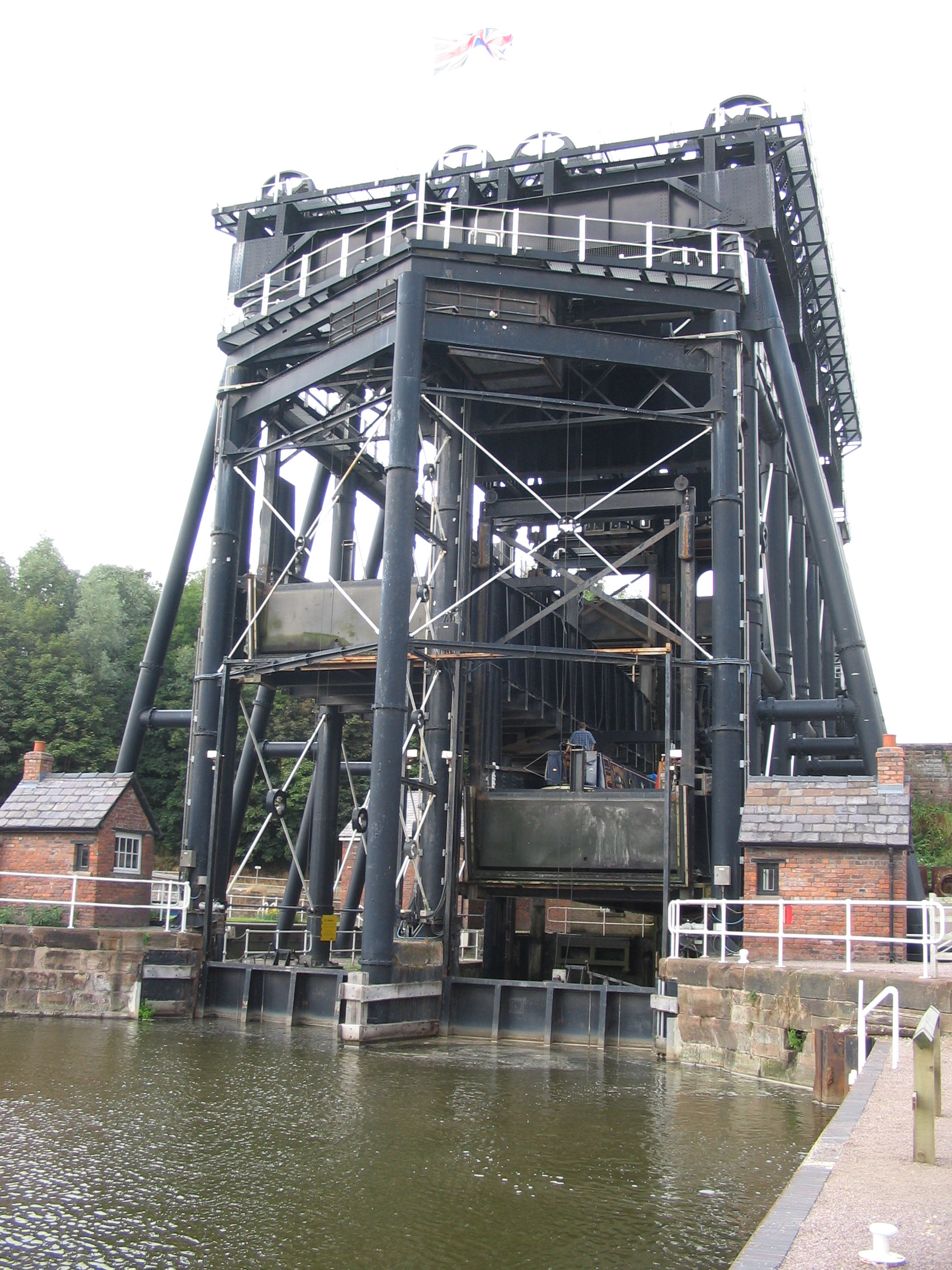
Schiffshebewerk Anderton

Beim zwischen 1872 und 1875 erbauten Schiffshebewerk Anderton warteten zwei Herausforderungen auf die Konstrukteure: Zum einen sollten hier erstmals nicht nur Tub-Boats, sondern vollwertige Narrowboats in Nassförderung transportiert werden können, womit das Gewicht der gefüllten Tröge auf über 250 t anwuchs, einen bisher nie erreichten Wert. Zum anderen stand zu wenig Platz zur Verfügung, um die rund 15 m Höhenunterschied zwischen dem Trent and Mersey Canal und dem River Weaver mit einer geneigten Ebene zu überwinden. Man entschied sich daher dafür, die beiden Tröge nicht an über Umlenkrollen laufende Drahtseile zu hängen, sondern auf in unterirdischen Zylindern laufenden Presskolben abzustützen.
Obwohl der hydraulische Betrieb häufig Probleme bereitete, wurde das Hebewerk Anderton zum Vorbild für eine ganze Reihe weiterer hydraulischer Schiffshebewerke, unter anderem für die vier Hebewerke am belgischen Canal du Centre. Anderton selbst wurde am Anfang des 20. Jahrhunderts auf elektrischen Betrieb mit Seilen und Umlenkrollen umgebaut und erst 2001 im Zuge der Restaurierung wieder auf hydraulischen Betrieb umgestellt.

### Schwimmer statt Gegengewichte: Henrichenburg
Das 1899 eröffnete Alte Schiffshebewerk Henrichenburg verwendete anstelle von Gegengewichten erstmals Schwimmer. Der Trog ruhte über Stützen auf fünf luftgefüllten Hohlkörpern aus Stahl, die sich in 40 m tiefen wassergefüllten Schächten auf- und abbewegten. Aufgrund der Stützen blieben diese Hohlkörper auch dann vollständig mit Wasser bedeckt, wenn der Trog ganz nach oben gefahren war. Der Auftrieb dieser Schwimmkörper war so berechnet, dass er die Gewichtskraft des wassergefüllten Troges genau ausglich.
Das Prinzip der Auftriebskörper wurde später auch beim 1938 eröffneten Schiffshebewerk Rothensee sowie beim Neuen Hebewerk Henrichenburg (1962) verwendet.

### Wasserkeile Montech und Fonseranes
Im Zuge von Modernisierungsarbeiten wurde 1973 am Canal latéral à la Garonne bei Montech erstmals ein Hebewerk nach dem Prinzip des Wasserkeils in Betrieb genommen. Es ersetzt fünf Schleusen. Dieses Hebewerk war bis zu einem Motorschaden im Mai 2009 in Betrieb.
1983 entstand am Canal du Midi neben der Schleusentreppe Fonseranes ein zweites Wasserkeilhebewerk. Auch hier war wie in Montech der Grund, dass sich die Binnenschifffahrt eine schnellere Passage des Höhenunterschieds versprach. Außerdem waren die Schleusen aus dem 17. Jahrhundert für die standardisierten Frachtschiffe zu klein geworden.
Seit seiner Fertigstellung litt das Wasserkeilhebewerk unter Funktionsproblemen mit langandauernden Betriebsunterbrechungen. Da zusätzlich die Frachtschifffahrt auf dem Canal du Midi so gut wie zum Erliegen gekommen war – 1990 verkehrte schließlich der letzte gewerbliche Frachtkahn – und die Führer der zeitgleich stark zunehmenden Freizeitschiffe die zwar langwierigere, dafür aber wesentlich spektakulärere Fahrt durch die sechsstufige Schleusentreppe bevorzugten, wurde das Wasserkeilhebewerk nur sehr wenig genutzt. Die letzte Schiffsbeförderung erfolgte 1999 und der Beschluss zur offiziellen Stilllegung am 11. April 2001.

### Rotationshebewerk: Falkirk Wheel

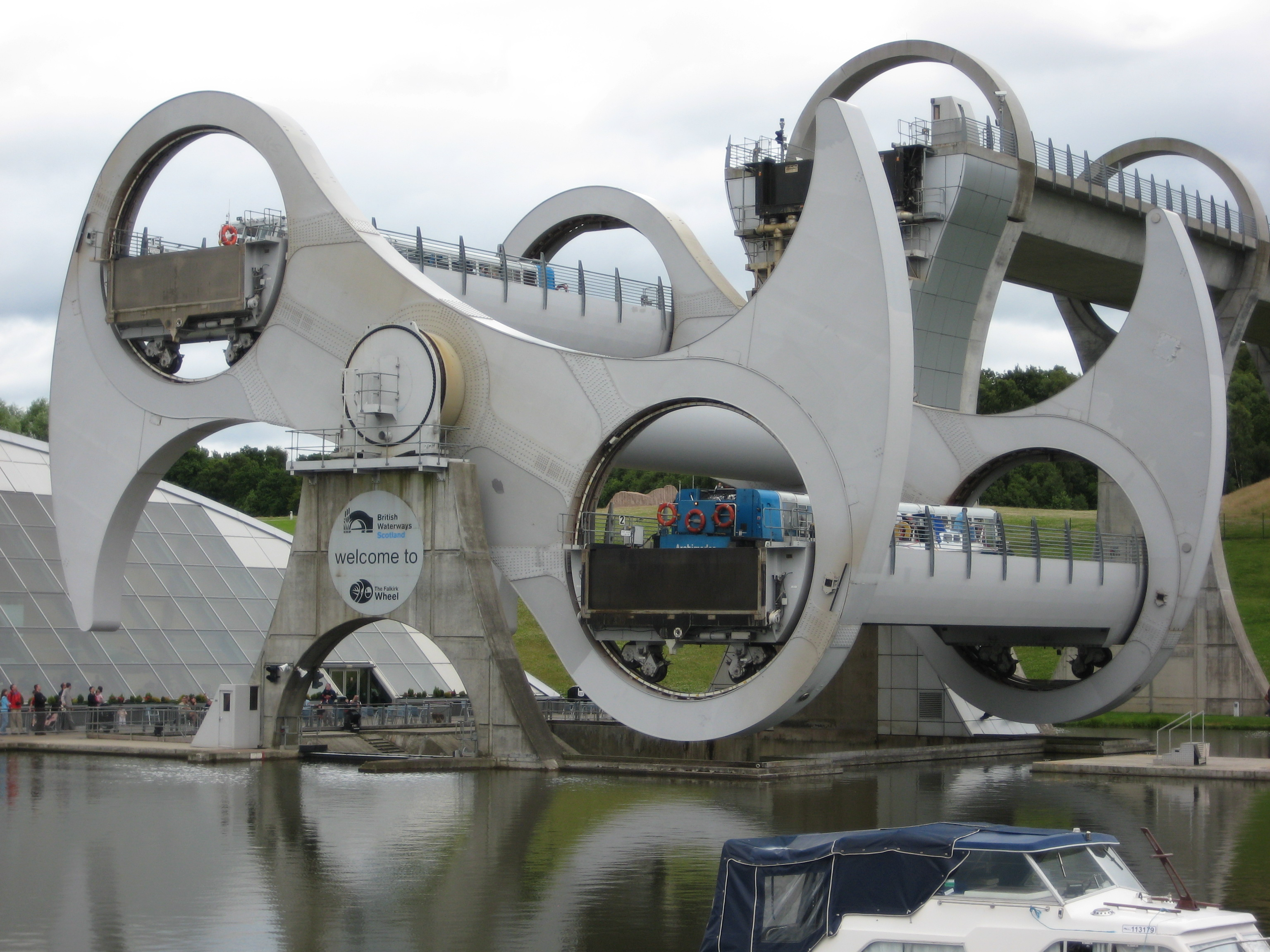
Falkirk Wheel

Der Entwurf eines Rotationshebewerkes wurde bereits 1903 auf eine Ausschreibung zum Bau eines Schiffshebewerkes bei Prerau im Donau-Oder-Kanal eingereicht und mit dem zweiten Platz bewertet.
Das weltweit einzige bisher gebaute Rotations-Schiffshebewerk ist das Falkirk Wheel in Schottland. Es stellt die Verbindung zwischen dem Forth and Clyde Canal und dem Union Canal wieder her, nachdem die ursprünglich beide Kanäle verbindende Schleusentreppe in den 1930er Jahren zugeschüttet und überbaut worden war. Dieses und das Hebewerk Anderton sind die einzigen zwei Hebewerke, die überhaupt noch in Großbritannien in Betrieb sind. Als Besonderheit dient das 2002 in Betrieb gegangene Falkirk Wheel nicht dem Frachtverkehr, sondern ausschließlich der Freizeitschifffahrt und wurde auch als touristische Attraktion konzipiert.
Der konstruktive Vorzug der Rotationsbauweise liegt darin, dass die rotierende Baugruppe – entsprechend geregelter Wasserstand vorausgesetzt – zu jedem Zeitpunkt im Gleichgewicht ist, da die zwei Tröge gleiche Massen haben, und zum Hebevorgang nur die Massenträgheit am Beginn sowie die Reibung überwunden werden müssen.

## Rekorde, Besonderheiten
Von 1994 bis 2016 wurde nach Planung von Krebs+Kiefer an der Drei-Schluchten-Talsperre am Jangtsekiang in der Volksrepublik China ein Senkrecht-Schiffshebewerk mit Gegengewichten gebaut. Es überwindet bis zu 113 m und ist damit das größte Schiffshebewerk der Welt. Dabei müssen schwankende Wasserstände von im Oberwasser bis zu 30 m und im Unterwasser bis zu 21 m bewältigt werden. Der Trog wurde 120 m lang und 18 m breit und nimmt Schiffe einer Länge von bis zu 84,5 m, einer Breite von bis zu 17,2 m und einem Tiefgang von bis zu 2,65 m auf. Sein Gewicht inklusive Wasser beträgt 11.800 t. Darin werden Schiffe von bis zu 3.000 t gehoben.
Die vormalige Transferzeit eines Schiffs mittels der bestehenden Schleusen beträgt drei bis vier Stunden. Das Schiffshebewerk reduzierte die Transferzeit auf vierzig Minuten.
Das Schiffshebewerk Krasnojarsk am Jenissei war mit 102 m – bis zur Eröffnung des chinesischen Hebewerks am Drei-Schluchten-Damm – das größte Schiffshebewerk der Welt. Es ist eine schiefe Ebene ohne Gegengewichte mit per Zahnrad selbstfahrendem Trog und einer Drehscheibe am Scheitel. Gebaut wurde es von 1970 bis 1976 durch Lenhydroproject (LHP).
Europas größtes vertikales Schiffshebewerk (mit Gegengewichten) wurde im Jahr 2002 in Belgien in der Provinz Hennegau (französisch Hainaut) im Canal du Centre eröffnet und ist unter dem Namen Ascenseur de Strépy-Thieu bekannt. Es hat eine Hubhöhe von 73,15 m und besitzt zwei voneinander unabhängige Tröge von je 8.000 t Masse. Es ersetzt die vier hydraulischen Hebewerke im alten Teil des Kanals, die für die kommerzielle Lastenschifffahrt im Laufe der Jahrzehnte zu klein geworden sind, aber aus touristischen Gründen weiterhin erhalten werden.
In Frankreich gibt es bei Arzviller in Lothringen mit dem Schiffshebewerk Saint-Louis/Arzviller ein Schrägseil-Schiffshebewerk mit einem Trog von 900 t und Gegengewichten, der eine Hubhöhe von 45 m überwindet.
Am oberen Main wurde 1934 am Wehr in Hausen bei Staffelstein ein Bootshebewerk errichtet. Mit ihm konnten Wasserwanderer in ihren Faltbooten die dortige Staustufe überwinden. Das Bootshebewerk Hausen wurde um 1956 stillgelegt.
Für einen neuen angedachten Abschnitt des Grand-Union-Kanals zwischen Milton Keynes und Bedford in der englischen Grafschaft Bedfordshire wurde das Modell eines spiralförmig angelegten Schiffshebewerk mit dem Namen "The Brogborough Whirl" erstellt.

## Liste der Schiffshebewerke

### Belgien
- Vier Schiffshebewerke des Canal du Centre bei La Louvière (seit 2002 nur noch für Freizeitschifffahrt genutzt)
  - Nr. 1 in Houdeng-Goegnies
  - Nr. 2 in Houdeng-Aimeries
  - Nr. 3 in Strépy-Bracquegnies
  - Nr. 4 in Thieu
- Schiffshebewerk Strépy-Thieu im Canal du Centre
- Schrägaufzug von Ronquières im Kanal Charleroi-Brüssel

### China
- Schiffshebewerk (dreistufig) an der Goupitan-Talsperre
- Schiffshebewerk am Drei-Schluchten-Damm
- Schiffshebewerk (zweistufig) an der Geheyan-Talsperre
- Schiffshebewerk an der Longtan-Staumauer
- Schiffshebewerk an der Danjiangkou-Talsperre

### Deutschland
- Kahnhebehaus Halsbrücke, auch Rothenfurther Kahnhebehaus genannt (stillgelegt)
- Kahnhebehaus Großvoigtsberg, auch Christbescherunger Kahnhebehaus genannt (stillgelegt)
- Doppel-Schiffshebewerk Hohenwarthe, während des 2. Weltkrieges etwa 1941 nicht fertiggestellt und 2004 durch eine Doppelsparschleuse ersetzt
- Altes Schiffshebewerk Henrichenburg in Waltrop (1969 stillgelegt)
- Neues Schiffshebewerk Henrichenburg in Waltrop (2005 vorläufig stillgelegt, Wiederinbetriebnahme aus Kostengründen fraglich)
- Schiffshebewerk Rothensee (2006 stillgelegt, Wiederinbetriebnahme am 24. August 2013)
- Schiffshebewerk Niederfinow
- Schiffshebewerk Niederfinow Nord (offizielle Verkehrsfreigabe am 4. Oktober 2022)
- Schiffshebewerk Lüneburg (Doppelhebewerk)
- Schiffshebewerk Wüsteneutzsch (frühe Planungsvariante im Zuge der angedachten Verlängerung des Elster-Saale-Kanals; zugunsten einer Schleusentreppe verworfen, die aber nicht fertiggestellt wurde)

### Frankreich
- Schiffshebewerk Les Fontinettes (stillgelegt)
- Wasserkeilhebewerk Fonserannes (stillgelegt)
- Wasserkeilhebewerk Montech (stillgelegt)
- Schrägaufzug Saint-Louis/Arzviller
- Schrägaufzug Beauval, zwischen der Marne und dem Canal de l’Ourcq (1885–1893)[16]

### Japan
- Trockenschrägaufzug im Biwasee-Kanal bei Kyoto (stillgelegt)
- Trockenschrägaufzug im Kamogawa-Kanal bei Fushimi (stillgelegt)

### Kanada
- Hebewerke im Trent-Severn-Wasserweg in der Provinz Ontario
  - Schiffshebewerk Kirkfield
  - Schiffshebewerk Peterborough
  - alter und neuer Trockenschrägaufzug Big Chute
  - Trockenschrägaufzug Swift Rapids (stillgelegt)

### Polen
- fünf geneigte Ebenen mit Trockenförderung im Oberländischen Kanal (polnisch: Kanał Elbląski) in
  - Buchwalde
  - Kanthen
  - Schönfeld
  - Hirschfeld
  - Neu Kußfeld

### Russland
- Selbstfahrender Schrägaufzug (Zahnradbahn) am Krasnojarsker Stausee: mit einem Trog von 90 m × 12 m und einer Tragfähigkeit für Schiffe von max. 2.000 t bis 2016 das weltgrößte Schiffshebewerk
- Schrägaufzug mit Querförderung am Sajano-Schuschensker Stausee (nur projektiert, nicht gebaut worden)

### Tschechische Republik
- Schiffshebewerk im Oder-Donau-Kanal bei Prerau (ab etwa 1905 nur geplant, nie gebaut worden[17])
- Schrägaufzüge an der Orlík-Talsperre

### Vereinigte Staaten
- Schrägaufzug im South Hadley Kanal, Massachusetts, (stillgelegt)
- Schrägaufzug im Chesapeake and Ohio Canal (stillgelegt)
- 23 Schrägaufzüge im Morriskanal[18] (stillgelegt) im Norden des Bundesstaates New Jersey

### Vereinigtes Königreich

#### England
- Schiffshebewerk Anderton (wiedereröffnet)
- Schrägaufzug von Hay (stillgelegt)
- Schrägaufzug von Foxton (stillgelegt)
- Schrägaufzug von Trench (stillgelegt)
- vier Schrägaufzüge im Chard Canal (stillgelegt) in Thornfalcon, Wrantage, Ilminster und Chard Common in Somerset
- unterirdischer Schrägaufzug im Bridgewater-Kanal (stillgelegt)
- sechs Schrägaufzüge im Bude Canal in Marhamchurch, Hobbacott, Vealand, Merrifield, Tamerton und Bridgetown

#### Schottland
- Schrägaufzug von Blackhill (stillgelegt) im Monkland Canal
- Rotationshebewerk von Falkirk

### Vietnam
- Schrägaufzug mit Längsförderung am Thác Bà-Stausee in der Yên Bái-Provinz, ca. 150 km nordöstlich von Hanoi (stillgelegt)